# Keleti Kollégium
A Keleti Kollégium (Collegium Orientale, hivatalos rövidítés: COr) egy katolikus szakkollégium a németországi Eichstättben, amely a különböző keleti egyházakból érkező papnövendékek és klerikusok (már felszentelt egyházi személyek) mester- és posztgraduális képzését szolgálja. Világszerte az egyetlen szeminárium, amely éppúgy minden keleti katolikus, mint ókeleti és ortodox egyházra kiterjed. A Keleti Kollégium egy további sajátossága, hogy házas papnövendékek és klerikusok számára is biztosít tanulmányi lehetőséget.

## Története
A Kollégiumot 1998. szeptember 1-jén alapította Dr. Walter Mixa, Eichstätt akkori püspöke. A Keleti Kollégium az eichstätti egyházmegye egy önálló intézménye, melynek fenntartója a mindenkori eichstätti püspök.
Rektorai:
- Dr. Andreas Thiermeyer (1998-2008): Alapító rektor, aki egészen 2008-ig vezette a kollégiumot. Korábban a niederaltaichi kolostor bizánci ágának szerzetespapja, s ebből fakadóan a keleti lelkiségben otthonosan mozgó egyházi személy. Ma pedig többek között az eichstätti egyházmegye migráns-lelkigondozással foglalkozó megbízottja.
- Msgr. Paul Schmidt (2008-2014): Rektorságát megelőzően Eichstätt dékánja és Dollnstein plébánosa, ma pedig az eichstätti egyházmegye pasztorális osztályának vezetője.

## Sajátosságai
A Keleti Kollégium a római katolikus püspöki szeminárium, a Collegium Willibaldinum mellett található és 39 szeminaristát foglal magába, akik Ukrajna, Szlovákia, Szerbia, Lengyelország és Magyarország görögkatolikus egyházainak; a melkita bizánci katolikus egyháznak; a libanoni maronita egyháznak, India szír-malabár és szír-malankár egyházainak a növendékei. A katolikus hallgatókon túl a Kollégium tagjai között szerepelnek a Moszkvai Patriarchátus ukrán ortodox egyházának, a grúz apostoli ortodox egyháznak és az örmény apostoli ortodox egyháznak egyes papnövendékei is.
A Keleti Kollégium és a nyíregyházi Görögkatolikus Papnevelő Intézet, illetve a magyar görögkatolikus egyház közötti kapcsolat a kezdetek óta nagyon szoros. A Kollégiumban alkalmanként magyar nyelven is imádkozzák a zsolozsmát.
Az életet a Keleti Kollégiumban meghatározza a lelki Typikon követése és a katolikus teológia (keleti egyházak specializációval) tanulása az Eichstätt-Ingolstadtii Katolikus Egyetem Teológiai Karán. A Kollégiumnak, mint nemzetközi papnevelő intézetnek egyik célja a keleti egyházak különösen tehetséges növendékeinek magas kvalitású képzése, hogy ezáltal a tudományos élet számára kompetens egyházi személyekként térhessenek vissza küldő püspökük, egyházmegyéjük szolgálatába.
A Keleti Kollégiumnak van egy ökumenikus célkitűzése is, amely a különböző keleti katolikus és ortodox egyházak papnövendékeinek közös imádsága, tanulása, együtt élése, a szomszédos római katolikus szeminárium növendékeivel való rendszeres találkozás és az ebből fakadó kölcsönös megismerés által hozhat gyümölcsöket.
A Kollégiumnak van egy saját folyóirata, az ún. „ContaCOr”, amely évente kétszer megjelenve tájékoztat a Keleti Kollégium tevékenységeiről, a növendékek diplomamunkáiról és disszertációiról, ezen túl pedig a keleti teológia és lelkiség témakörében született tanulmányokat közöl.

## Liturgikus élet
Az istentiszteletek (Szent Liturgia, utrenye, imaóra, vecsernye, kisesti zsolozsma) túlnyomórészt a bizánci rítus szerint folynak. A Keleti Kollégium főkápolnája is egy bizánci típusú kápolna, amelyen kívül azonban található még a Kollégiumban két másik, egy szír és egy kopt rítusnak megfelelően kialakított imahelyiség is. A közös imádság, az istentiszteletek javarészének nyelve a német, amely folytán bármely helyi érdeklődőnek, vendégnek lehetősége nyílik a keleti egyház szertartásainak megismerésére, imaéletébe való bekapcsolódásra.

## Elöljárók
A Keleti Kollégium jelenlegi rektora (2014 óta) az Ukrajnából származó görögkatolikus esperes, Dr. Oleksandr Petrynko, akit a tieri egyházmegye papja, az archimandrita Dr. Thomas Kremer mint rektorhelyettes és a ferences szerzetes Maxentius Krah OFM mint spirituális segít a munkában.